# Tolla (Estonia)
Tolla è un comune della contea di Raplamaa, in Estonia. La sua popolazione risultava pari, nel 2001, a 94 abitanti.